# Schlacht um den Afsluitdijk
Schlacht um die Niederlande

Maastricht – Mill – Den Haag – Rotterdam – Zeeland – Grebbeberg – Afsluitdijk – Bombardierung von Rotterdam
Invasion von Luxemburg

Schusterlinie
Schlacht um Belgien

Fort Eben-Emael – K-W-Linie – Dyle-Plan – Hannut – Gembloux – Lys
Schlacht um Frankreich

Ardennen – Sedan – Maginot-Linie – Weygand-Linie – Arras – Boulogne – Calais – Dünkirchen (Dynamo – Wormhout) – Abbeville – Lille – Paula – Fall Rot – Aisne – Westalpen – Cycle – Saumur – Lagarde – Aerial – Fall Braun
Die Schlacht um den Afsluitdijk (deutsch: Abschlussdeich) vom 12. bis 14. Mai 1940 war ein erfolgloser Versuch der deutschen Wehrmacht, den Afsluitdijk während der Invasion der Niederlande einzunehmen. In der Annahme, die niederländische Hauptstadt und somit das Zentrum des Landes innerhalb eines Tages nehmen zu können, sah der deutsche Angriffsplan gleichzeitige Vorstöße aus verschiedenen Richtungen vor.
Der Angriff aus dem Norden, durchgeführt von Wehrmachtseinheiten unter dem Kommando von General Kurt Feldt, musste auf dem Vormarsch in die Provinz Noord-Holland und schließlich nach Amsterdam zunächst den 32 km langen Fahrdamm auf dem Deich einnehmen und überwinden.
Obwohl in der Unterzahl, gelang es den Truppen des Königlich Niederländischen Heeres (niederländisch: Koninklijke Landmacht) unter dem Kommando von Hauptmann Christiaan Boers, den Angriff bei Fort Kornwerderzand aufzuhalten.
Die festsitzenden deutschen Truppen wurden schließlich zum Rückzug gezwungen und leiteten ihren Angriff über das IJsselmeer, umgingen so den Afsluitdijk und landeten nördlich von Amsterdam. Die niederländische Garnison kapitulierte am 14. Mai nach der Bombardierung von Rotterdam.
Kornwerderzand war die einzige Verteidigungslinie, die während des Konflikts erfolgreich einem feindlichen Angriff standhielt, und war eine der wenigen Niederlagen der deutschen Wehrmacht im Blitzkrieg.

## Ausgangslage
Das Deutsche Reich überfiel die Niederlande am 10. Mai 1940 im Rahmen des Fall Gelb, der gleichzeitige Angriffe auch auf Belgien, Luxemburg und Frankreich beinhaltete. Im Norden gelang rascher Geländegewinn, indem dünne niederländische Verteidigungslinien an der Grenze zu den Provinzen Drenthe und Groningen überrannt wurden.

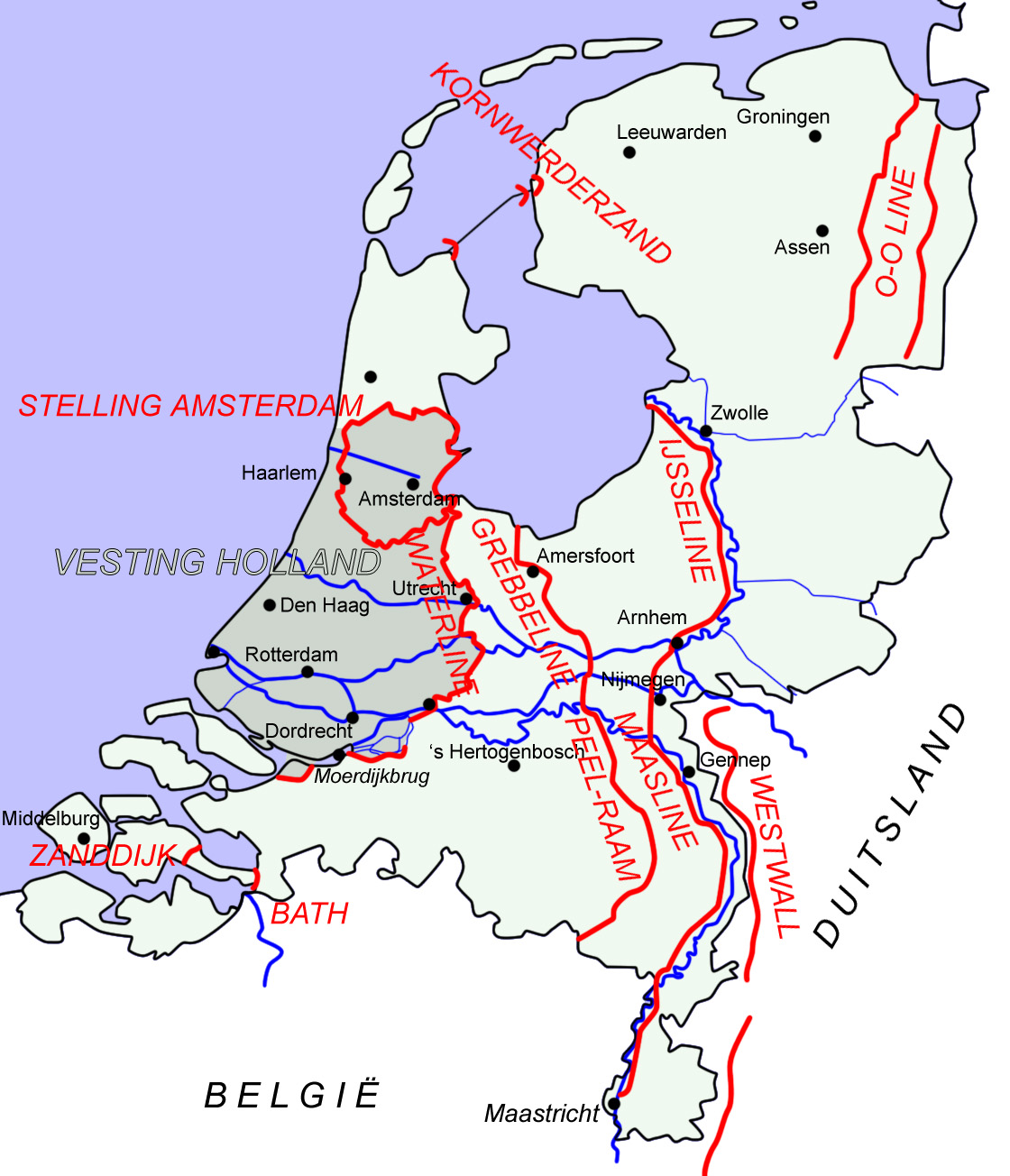
Niederländische Verteidigungslinien bei Kriegsbeginn

Am 12. Mai hatte die deutsche 1. Kavallerie-Division (später 24. Panzer-Division) die letzten Verteidigungsstellungen vor dem Afsluitdijk ausgeschaltet und bereitete sich auf den Angriff auf zwei Verteidigungslinien um das Fort Kornwerderzand vor. Die dort vorhandenen, sehr stabilen 17 Betonbunker und Kasematten waren dafür ausgelegt, direkten Treffern von Kanonen bis zum Kaliber 21 cm standzuhalten. Die drei Hauptbunker bestanden aus 3 m dickem armierten Beton und waren mit 230 Mann besetzt. Sie verfügten über 21 Maschinengewehre (Schwarzlose 7,92 mm), drei 50-mm-Geschütze und ein 50 mm an Land aufgestelltes Marinegeschütz (am südlichen Ende des Abschlussdeichs befanden sich entsprechende Verteidigungsstellungen).

## Gefecht

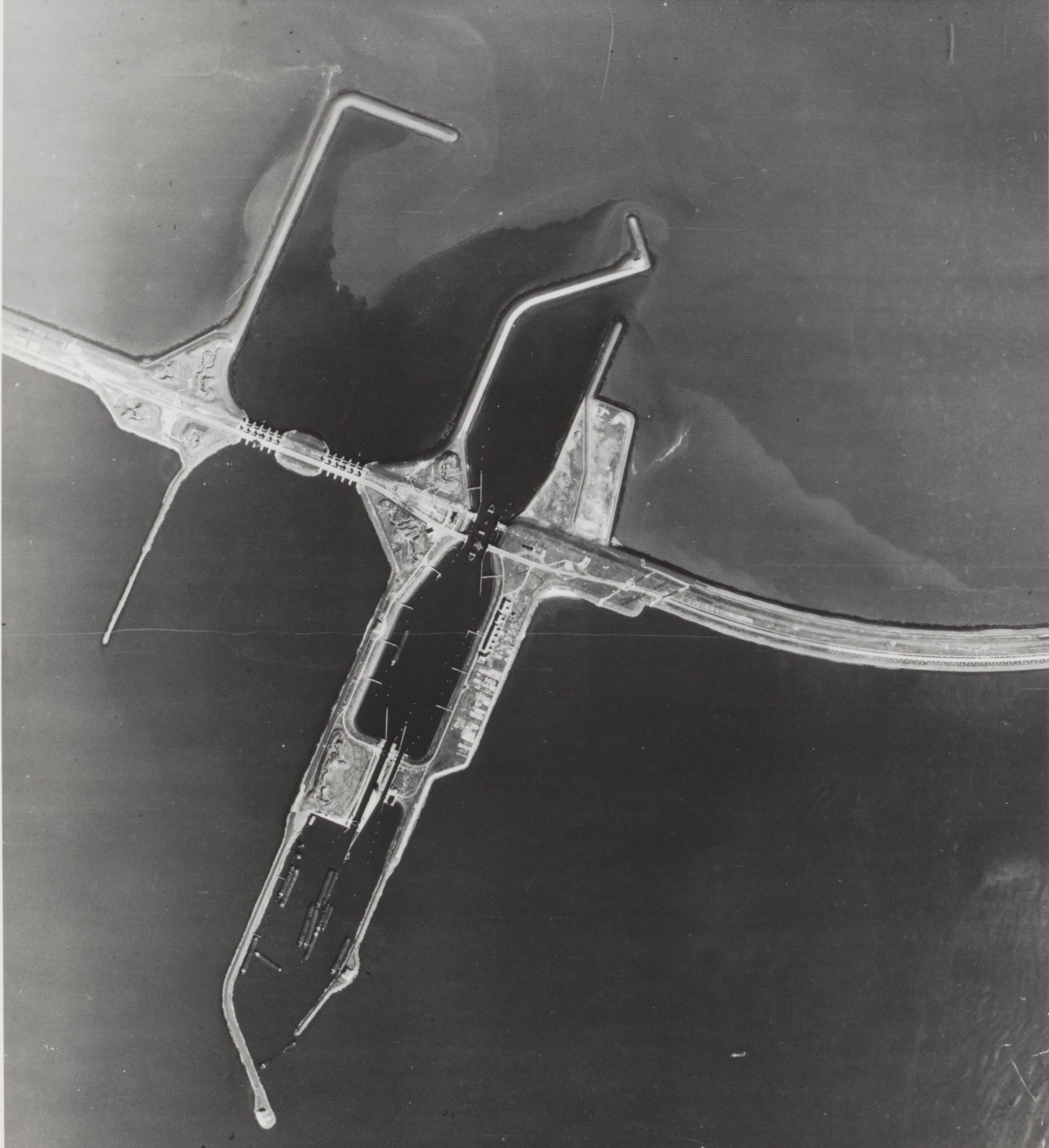
Fort Kornwerderzand 1945

Die Kampfhandlungen begannen mit der Beschießung von zwei Zügen niederländischer Infanterie durch sieben Jagdflugzeuge der Luftwaffe. Die 70 Mann waren am nördlichen Ende des Deichs stationiert worden, um deutsche Aktionen außerhalb des Sichtbereichs der Hauptverteidigung zu verhindern. Sie mussten sich zurückziehen.
Erst am Abend des 13. Mai schickten die Deutschen einen Spähtrupp zum Fort Kornwerderzand, der sofort unter Maschinengewehrfeuer kam und so bestätigte, dass das Fort noch besetzt war. Der deutsche Befehlshaber fasste daraufhin den Plan, Bombardierungen durch die Luftwaffe anzufordern, das Fort unter Artilleriefeuer zu nehmen und es schließlich mit 500 Mann Infanterie anzugreifen.
Den Deutschen blieb verborgen, dass in der Nacht drei 20 mm Oerlikon Flak und vier schwere Maschinengewehre zusätzlich herangeführt worden waren. Am 13. Mai bemerkten Kampfflugzeugführer diese Erweiterung der Feuerkraft, da sie überraschend unter Beschuss kamen. Die Luftwaffe schickte nun 62 Bombenflugzeuge, die in 5 Wellen angriffen. 4 Maschinen wurden abgeschossen und stürzten in das Meer. Auch die folgende Beschießung durch schwere Haubitzen erwies sich als wenig effektiv.
Sobald die Beschießung aufhörte, rückten deutsche Stoßtrupps auf Fahrrädern den schmalen Deich hinunter vor. Der niederländische Kommandant wartete, bis sie auf 800 m heran waren, bevor er Maschinengewehrfeuer anordnete, was die Deutschen zwang, in Deckung zu verharren. Ein weiteres Vorrücken war praktisch unmöglich. Die Deutschen standen fast eineinhalb Stunden lang unter Dauerfeuer. Als Hauptmann Boers befahl, den Beschuss einzustellen, zogen sich die verbliebenen Deutschen zurück. Der Angriff war gescheitert.

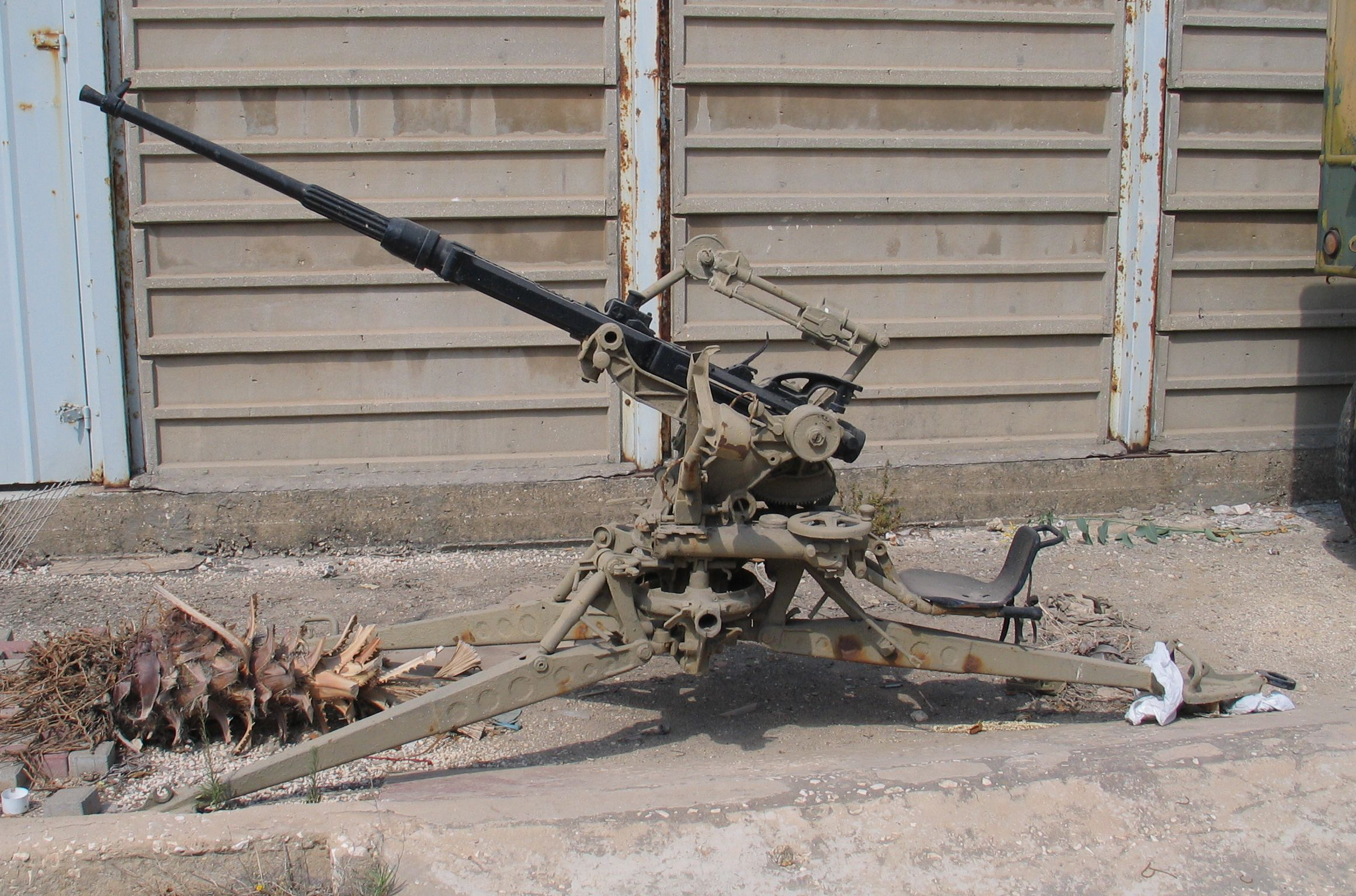
Oerlikon 20 mm Flak

Am frühen Morgen des 14. Mai beschossen die Deutschen das Fort erneut mit der Artillerie. Den Niederländern war es jedoch gelungen, in der Nacht Unterstützung durch das Kanonenboot HNLMS Johan Maurits van Nassau anzufordern. Letzteres erwiderte das Feuer aus seinem 150 mm Geschütz von seiner Position in der Waddenzee, ca. 18 km entfernt. Der deutsche Kommandeur reagierte überrascht, als nach weniger als einer Stunde seine Geschütze zum Schweigen gebracht worden waren.

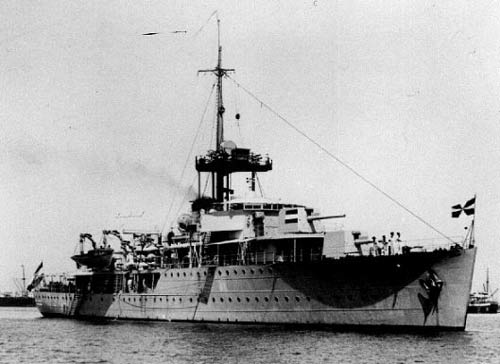
HNLMS Johan Maurits van Nassau (hier im spanischen Bürgerkrieg)

## Folgen
Das Fort und damit der Afsluitsdijk blieb bis zur Kapitulation des Landes am 15. Mai 1940 in niederländischer Hand. Die Wehrmacht wurde durch die erfolgreiche Verteidigungsoperation an ihrem schnellen Vormarsch im Norden gehindert. Die Verluste beider Seiten können trotz der massiven Gefechte als moderat bezeichnet werden.

## Quelle
- War over Holland